# Charlierpolynom
Inom matematiken är Charlierpolynomen (även kända som Poisson–Charlierpolynomen) en familj ortogonala polynom. De introducerades av Carl Charlier.
De kan definieras med hjälp av generaliserade hypergeometriska funktionen som
{\displaystyle C_{n}(x;\mu )={}_{2}F_{0}(-n,-x,-1/\mu )=(-1)^{n}n!L_{n}^{(-1-x)}\left(-{\frac {1}{\mu }}\right)\,}
där {\displaystyle L} är Laguerrepolynomen. De satisfierar ortogonalitetsrelationen
{\displaystyle \sum _{x=0}^{\infty }{\frac {\mu ^{x}}{x!}}C_{n}(x;\mu )C_{m}(x;\mu )=\mu ^{-n}e^{\mu }n!\delta _{nm},\quad \mu >0.}